# Сільська рада

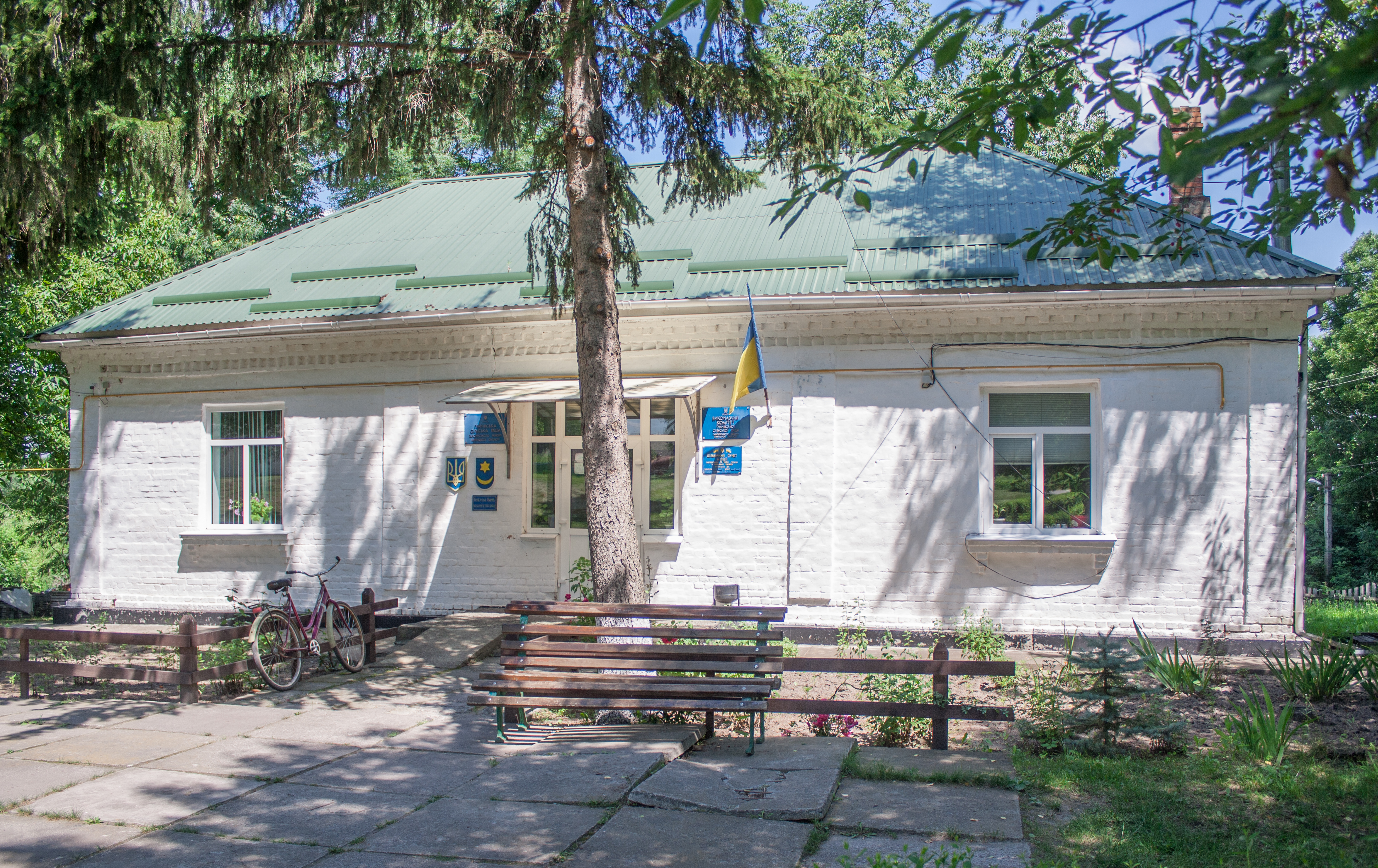
Будівля сільської ради в селі Гранів (Гайсинський район)

Сільська́ рада — орган місцевого самоврядування сільських територіальних громад України, колишня адміністративно-територіальна одиниця в УРСР.

## Історичні відомості
Традиції місцевого самоврядування в Україні мають глибокі корені. Ще з часів Київської Русі були широко відомими різні форми місцевої демократії в історії вітчизняного самоврядування. Це віче (міські, територіальні) та збори (сходи) верв (жителів кількох сіл чи інших населених пунктів) де вирішувалися найважливіші питання. Для вирішення решт питань обиралися війти або інші посадові особи.
У часи Великого князівства Литовського місцеве самоврядування в містечках і містах отримало поширення у формі війтівства. Згодом поширилися форми, засновані на магдебурзькому праві, козацькій полково-сотенній організації, російському адміністративному управлінні (волості, земства, повіти тощо).
У роки Української революції (1917-1921) масового характеру набуло створення рад робітничих, солдатських і селянських депутатів.
В часи панування радянської влади на частині українських земель діяли радянські сільські ради.

## Сільська рада в сучасній Україні
Законом України «Про місцеве самоврядування в Україні» від 21 травня 1997 року визначається система місцевого самоврядування держави, зокрема сутність сільської ради. Сільська рада є органом місцевого самоврядування, що представляє сільську територіальну громаду та здійснює від її імені та в її інтересах функції та повноваження місцевого самоврядування, визначені законодавством України. Сільрада є юридичною особою.

### Повноваження сільської ради
До виключної компетенції сільради належать такі розглядувані на пленарних засіданнях питання:
- організаційно-управлінські (затвердження регламенту, плану роботи ради, затвердження статуту територіальної громади; утворення та ліквідація різних виконавчих органів ради, реорганізація апарату ради; вибори секретаря тощо);
- адміністративні (розгляд питань адміністративно-територіального устрою в межах громади тощо);
- правові (прийняття та скасування місцевих підзаконних актів; затвердження договорів, укладених від імені ради; створення установ з надання безоплатної первинної правової допомоги тощо);
- контролюючі (прийняття звітів сільського голови, керівників виконавчих органів, посадових осіб; розгляд запитів депутатів, ухвалення рішень по запитах тощо);
- виборчі (участь в організації виборчого процесу — місцевих виборів до сільради, місцевого референдуму; рішення щодо дострокового припинення повноважень сільського голови та депутата ради тощо);
- інформаційні (заснування засобів масової інформації громади);
- фінансові (затвердження місцевого бюджету, внесення змін до нього; встановлення місцевих податків і зборів; утворення цільових фондів; здійснення місцевих запозичень тощо);
- майнові (управління комунальним майном);
- господарські;
- земельно-правові (регулювання земельних відносин, використання природних ресурсів місцевого значення тощо);
- природоохоронні та рекреаційні (організація територій і об'єктів природно-заповідного фонду місцевого значення; оголошення об'єктів, що мають екологічну, історичну, культурну або наукову цінність, пам'ятками природи, історії або культури; благоустрій території населеного пункту тощо)
- «екстраординарні» (боротьба зі стихійним лихом, епідеміями, епізоотіями; створення комунальної аварійно-рятувальної служби);
- інші[3].

### Сільський голова
Сільський голова — головна посадова особа територіальної громади села чи жителів кількох сіл. Він обирається територіальною громадою на основі загального, рівного, прямого виборчого права шляхом таємного голосування строком на 5 років. Голова сільради очолює її виконавчий комітет, головує на її засіданнях.
Повноваження сільського голови:
- забезпечення здійснення повноважень органів виконавчої влади на відповідній території, додержання законодавства України;
- організація роботи ради та її виконавчого комітету;
- підписання рішення ради та її виконавчого комітету;
- внесення на розгляд ради пропозиції щодо кандидатури на посаду секретаря ради;
- -//- про кількісний і персональний склад виконавчого комітету ради;
- -//- щодо структури виконавчих органів ради, апарату ради та її виконавчого комітету, їх штатів;
- здійснення керівництва апаратом ради та її виконавчого комітету;
- скликання сесії ради, внесення пропозицій та формування порядку денного сесій ради і головування на пленарних засіданнях ради;
- забезпечення підготовки на розгляд ради проєктів цільових програм з різих питань самоврядування, місцевого бюджету та звіту про його виконання тощо;
- призначення на посади та звільнення з посад керівників відділів, управлінь та інших виконавчих органів ради, підприємств, установ та організацій, що належать до комунальної власності відповідних територіальних громад, крім керівників дошкільних, загальноосвітніх та позашкільних навчальних закладів;
- скликання загальні збори громадян за місцем проживання;
- забезпечення виконання рішень місцевого референдуму, ради, її виконавчого комітету;
- розпоряджання бюджетними коштами, використання їх лише за призначенням, визначеним радою;
- представлення територіальної громади, ради та її виконавчого комітету у відносинах з державними органами, іншими органами місцевого самоврядування, об'єднаннями громадян, підприємствами, установами та організаціями, громадянами, а також у міжнародних відносинах відповідно до законодавства;
- звернення до суду щодо визнання незаконними актів інших органів місцевого самоврядування, місцевих органів виконавчої влади, підприємств, установ та організацій, які обмежують права та інтереси територіальної громади, а також повноваження ради та її органів;
- укладання від імені територіальної громади, ради та її виконавчого комітету договорів відповідно до законодавства, а з питань, віднесених до виключної компетенції ради, подає їх на затвердження відповідної ради;
- проведення особистого прийому громадян;
- видання розпоряджень у межах своїх повноважень.

Сільський голова несе персональну відповідальність за здійснення наданих йому законом повноважень.
При здійсненні наданих повноважень голова сільради є підзвітним, підконтрольним і відповідальним перед територіальною громадою, відповідальним — перед радою, а з питань здійснення виконавчими органами ради повноважень органів виконавчої влади — також підконтрольним відповідним органам виконавчої влади. Голова не рідше одного разу на рік звітує про свою роботу перед територіальною громадою на відкритій зустрічі з громадянами. На вимогу не менше половини депутатів сільської ради зобов'язаний прозвітувати перед радою про роботу виконавчих органів ради у будь-який визначений ними термін.

### Сесія ради
Сільська рада проводить свою роботу сесійно. Сесія складається з пленарних засідань ради, а також засідань постійних комісій ради. Перша сесія новообраної ради скликається територіальною виборчою комісією. Наступні сесії ради скликаються сільським головою. Вона скликається в міру необхідності, але не менше одного разу на квартал. В окремих випадках сесія скликається секретарем сільської ради. Сесія може бути скликана за пропозицією не менш як однієї третини депутатів від загального складу відповідної ради, виконавчого комітету ради. Сесії ради проводяться гласно. У разі необхідності рада може ухвалити рішення про проведення закритого пленарного засідання.

#### Депутат ради
Депутат представляє інтереси всієї територіальної громади, має всю повноту прав, що забезпечують його активну участь у діяльності ради та утворюваних нею органів, несе обов'язки перед виборцями, радою та її органами, виконує їх доручення. Депутат, крім секретаря ради, повинен входити до складу однієї з постійних комісій ради. На час сесій, засідань постійних комісій рад, а також для здійснення інших депутатських повноважень депутат звільняється від виконання виробничих або службових обов'язків з відшкодуванням йому середнього заробітку за основним місцем роботи та інших витрат, пов'язаних з депутатською діяльністю, за рахунок відповідного місцевого бюджету. Депутат має право звернутися із запитом до керівників ради та її органів, сільського голови, керівників органів, підприємств, установ та організацій незалежно від форм власності, розташованих або зареєстрованих на відповідній території.
Депутати сільських, селищних,міських,районних, обласних рад працюють на громадських засадах.

#### Секретар сільської ради
Секретар сільської ради працює в раді на постійній основі. Секретар ради обирається радою з числа її депутатів на строк повноважень ради зазвичай за пропозицією голови. Секретар сільської, селищної, міської ради не може суміщати свою службову діяльність з іншою посадою.
Секретар сільської ради:
- в окремих випадках здійснює повноваження сільського голови;
- скликає сесії ради в окремих випадках; повідомляє депутатам і доводить до відома населення інформацію про час і місце проведення сесії ради, питання, які передбачається внести на розгляд ради;
- веде засідання ради та підписує її рішення в окремих випадках;
- організує підготовку сесій ради, питань, що вносяться на розгляд ради;
- забезпечує своєчасне доведення рішень ради до виконавців і населення, організує контроль за їх виконанням;
- за дорученням сільського голови координує діяльність постійних та інших комісій ради;
- сприяє депутатам ради у здійсненні їх повноважень;
- організує за дорученням ради відповідно до законодавства здійснення заходів, пов'язаних з підготовкою і проведенням референдумів та виборів до органів державної влади і місцевого самоврядування;
- забезпечує зберігання у відповідних органах місцевого самоврядування офіційних документів, пов'язаних з місцевим самоврядуванням відповідної територіальної громади, забезпечує доступ до них осіб, яким це право надано у встановленому порядку;
- за дорученням сільського голови або ради вирішує інші питання, пов'язані з діяльністю ради та її органів.

Секретар сільської ради може за рішенням ради одночасно здійснювати повноваження секретаря виконавчого комітету відповідної ради.

#### Постійні комісії ради
Постійні комісії ради — органи ради, що обираються з числа її депутатів, для вивчення, попереднього розгляду і підготовки питань, які належать до її відання, здійснення контролю за виконанням рішень ради, її виконавчого комітету. Постійні комісії обираються радою на строк її повноважень у складі голови і членів комісії. До складу постійних комісій не можуть бути обрані голова, секретар ради. Депутати працюють у постійних комісіях на громадських засадах. Постійні комісії є підзвітними раді та відповідальними перед нею.

#### Тимчасові контрольні комісії ради
Тимчасові контрольні комісії ради — органи ради, які обираються з числа її депутатів для здійснення контролю з конкретно визначених радою питань, що належать до повноважень місцевого самоврядування. Контрольні комісії подають звіти і пропозиції на розгляд ради. Засідання тимчасових контрольних комісій ради, як правило, закриті.

### Апарат сільської ради
Сільська рада складається з депутатів, які обираються жителями сіл на основі загального, рівного і прямого виборчого права шляхом таємного голосування.
Апарат сільради складають виконавчі органи ради. Такими є виконавчі комітети, відділи, управління та інші створювані радами виконавчі органи. Вони зазвичай підконтрольні та підзвітні лише раді. У випадку наявності населення сільради менше ніж 500 жителів, виконавчий орган ради може не створюватися. У цьому випадку функції виконавчого органу ради (крім розпорядження земельними та природними ресурсами) здійснює сільський голова одноособово.

#### Виконавчий комітет сільської ради
Виконавчий комітет ради — виконавчий орган сільради, який утворюється радою на строк її повноважень. Після їх закінчення виконавчий комітет здійснює свої повноваження до сформування нового складу виконавчого комітету. Персональний склад виконавчого комітету затверджується радою за пропозицією сільського голови. Виконавчий комітет утворюється у складі сільського голови, заступника (заступників) голови, керуючого справами (секретаря) виконавчого комітету, а також керівників відділів, управлінь та інших виконавчих органів ради, інших осіб. До складу виконавчого комітету ради також входить її секретар. Очолює виконавчий комітет голова сільради. У виконавчому комітеті функції його секретаря за рішенням ради може здійснювати секретар сільради. На осіб, які входять до складу виконавчого комітету ради і працюють у ньому на постійній основі, поширюються вимоги щодо обмеження сумісності їх діяльності з іншою роботою (діяльністю). Виконавчий комітет ради є підзвітним і підконтрольним раді, що його утворила, а з питань здійснення ним повноважень органів виконавчої влади — також підконтрольним відповідним органам виконавчої влади. До складу виконавчого комітету сільської ради не можуть входити депутати відповідної ради, крім секретаря ради.
Повноваження виконавчого комітету сільської ради:
- попередній розгляд проєктів місцевих програм соціально-економічного і культурного розвитку, цільових програм з інших питань, місцевого бюджету, проєкти рішень з інших питань, що вносяться на розгляд відповідної ради;
- координація діяльності відділів, управлінь та інших виконавчих органів ради, підприємств, установ та організацій, що належать до комунальної власності відповідної територіальної громади, заслуховує звіти про роботу їх керівників;
- можливість змінювати або скасовувати акти підпорядкованих йому відділів, управлінь, інших виконавчих органів ради, а також їх посадових осіб.

Основною формою роботи виконавчого комітету ради є його засідання. Засідання виконавчого комітету скликаються сільським головою або його заступником.

#### Відділи, управління та інші виконавчі органи сільської ради
Сільська рада може створювати відділи, управління та інші виконавчі органи для здійснення повноважень, що належать до відання виконавчих органів сільських, селищних, міських рад.

### Статистика
2007 року в Україні нараховувалась 10281 сільська рада.
У 2012 році налічується 10278 сільських рад.

### Місце сільської ради в проєктах адміністративно-територіальної реформи
У цілому в Україні зберігається структура адміністративно-територіального поділу радянського зразка. Тому існує нагальна потреба проведення відповідної реформи, про що час від часу лунають заклики. Але далі цих закликів і деяких проєктів справа не пішла. З 2000-х років відомо кілька проєктів, зокрема проєкт 2005 року віце-прем'єра з питань адміністративно-територіальної реформи Романа Безсмертного, а також озвучені в 2012 році ідеї реформування міністра регіонального розвитку, будівництва і ЖКГ Анатолія Близнюка. Усі проєкти передбачають укрупнення адміністративних одиниць. Пропонується зміна назв і рівнів цих одиниць. Один із варіантів місцевої ради може стати громада. Відповідно, сільська, міська тощо. Отже, сільська рада може стати анахронізмом. Проте існують думки, що чергові намагання провести адміністративно-територіальну реформу так і лишаться намаганнями, які повторять долю минулих проєктів.
Після завершення адміністративно-територіальної реформи 2015—2020 років поняття «сільська рада» стала відноситися лише до органів місцевого самоврядування у сільських територіальних (об'єднаних) громадах.

## УБілорусі
Сільради Білорусі — первинні адміністративно-територіальні одиниці. Як і в Україні, вони можуть складатися з одного населеного пункту, так і з кількох. Адміністративним центром сільської ради зазвичай виступає агромісто.
За результатами перепису 2009 року, у Білорусі налічувалося 1346 сільських рад. 2019 року налічувалося 1151 сільська рада.